# Baška (Chorvatsko)
Baška (italsky Bescanuova, německy Weschke) je vesnice, općina a přístav, která se nachází na jihovýchodním pobřeží chorvatského ostrova Krk. V roce 2001 zde bylo registrováno 1554 obyvatel. Hlavním zdrojem obživy obyvatel je cestovní ruch.

## Poloha
Město leží na konci úrodného údolí Baška Draga, kterým protékají říčky Suha Ricina a Vela Rika. Tato poloha dává dobré podmínky pro vinařství a pěstování obilovin (zejména pšenice). Malá část obyvatel se stále věnuje rybolovu.

## Turistický ruch
Baška je jedním z nejznámějších turistických středisek na ostrovech v Kvarnerském zálivu. Jeho počátek je datován již do druhé poloviny 19. století. Od počátku 20. století zde působí i Klub českých turistů, který zde upravil a vytyčil 14 turistických tras. Mimo jiné i na Obzovou (569 m) – nejvyšší vrch ostrova Krk, nebo na Hlam (461 m), o něco nižší vrchol na druhé straně zálivu. Je zde pláž, která dosahuje délky 1,8 km a je označená tzv. Modrou vlajkou kvality. Baškou prochází dlouhá promenáda zakončená přístavem.
Nad Baškou se tyčí kostel sv. Jana Křtitele (Crkva svetog Ivana Krstitelja) se zvonicí, zbytky hradu a bašským hřbitovem kolem. Hrad je poprvé písemně zmiňován v roce 1232. V kostele má bustu Petar Dorčić, kněz Bašky (1829-1887), který jako první studoval Bašskou desku, významnou filologickou památku.
Pobývali tam hlaholští kněží a měli zde nejdelší vliv v Chorvatsku. Kromě liturgické činnosti prováděli i právní (notářské) záležitosti pro místní obyvatele, takže hlaholice byla v běžném životě velmi přítomná. Existují notářské zápisy z roku 1527, které byly sepsány v místním jazyce a hlaholicí.

### Mrgari
V krajině na náhorních plošinách nad údolím Bašky se táhnou kamenné hranice všech tvarů – od rovných čar až po kamenné květiny známé jako mrgari.
Mrgari jsou příkladem starodávné techniky zdění suchým kamenem, kdy se jeden kámen skládal na druhý bez použití jakéhokoli spojovacího materiálu. Jsou to složité mnohobuněčné ovčíny, každý s půdorysem ve tvaru velkého kamenného květu. Byly zbudovány k ustájení ovcí různých majitelů na společných pastvinách. 
Poskládali je pouze pastýři z Bašky, Batomalje a Jurandvoru, kdežto pastýři z Draga Bašćanska používali jiný způsob chovu ovcí.
Mrgari je celkem 15: pět na jihozápadní a pět na severovýchodní plošině ostrova Krk, pět se jich nachází na ostrově Prvić. 
Mrgari jsou vzácné a ve světě údajně jedinečné.

## Podnebí
Podnebí je subtropické, středomořského typu. Léto je slunečné s minimem deště a dlouhodobě s denními teplotami v rozmezí 30–35 °C, v noci klesá teplota na hodnoty okolo 25. Pro zimní počasí je typická zatažená obloha a déšť, k tomu silný vítr, nazývaný bura, který rozbouří moře natolik, že místní pobřeží bičují až třímetrové vlny, teploty v zimě jsou přes den do 15, někdy se však objeví i celý den s teplotami kolem 0. Průměrně zde leží sněhová pokrývka jeden den v roce.
Ačkoliv je pláž přímo naproti pobřeží, respektive městu Senj, je zde moře překvapivě velmi divoké, ani v létě nejsou vlny dosahující až 2 m výjimečné.

## Galerie

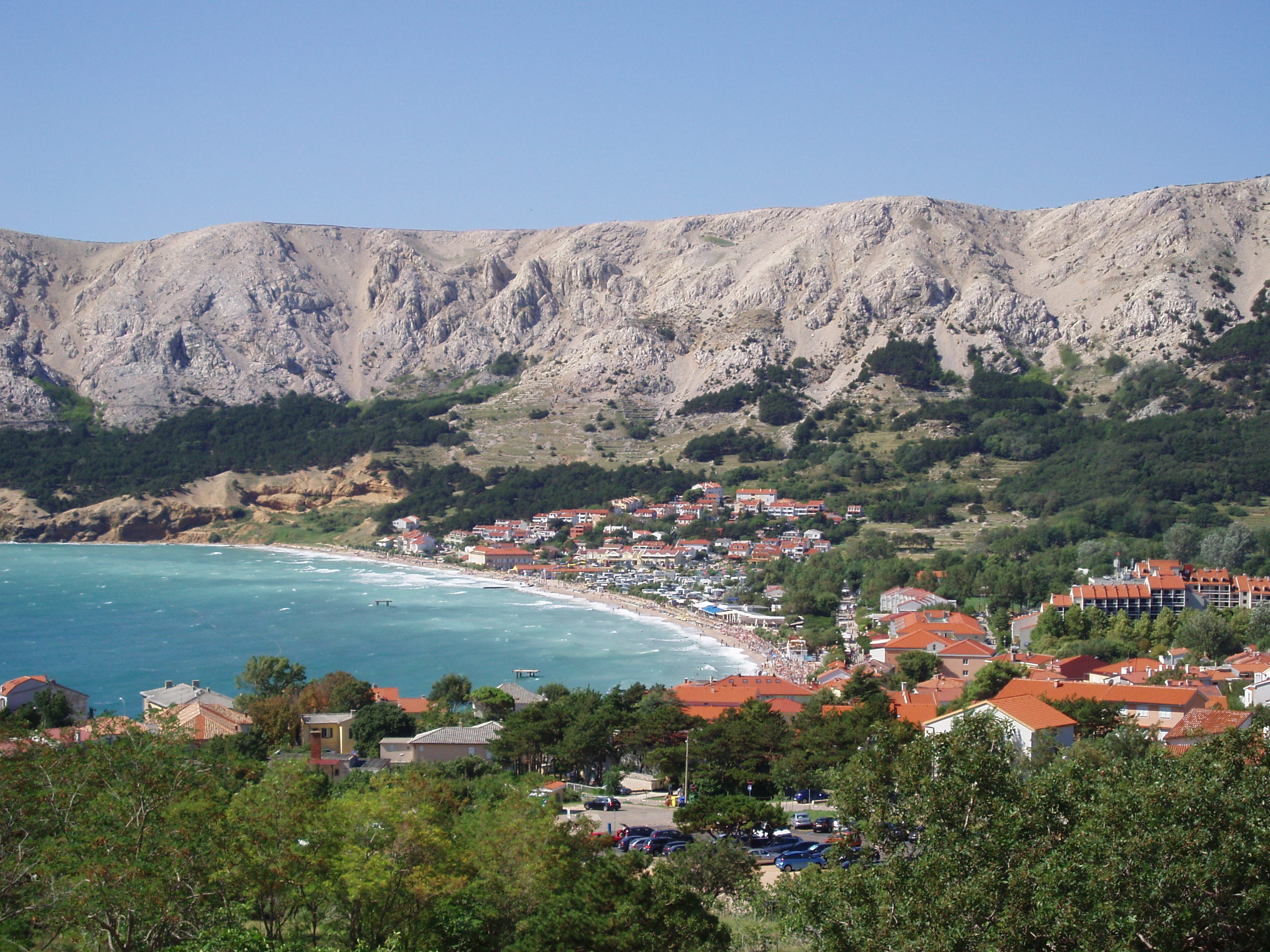
Celkový pohled na Bašku na ostrově Krk